# Амирасланова, Гюландам Ахмед кызы
Гюландам Ахмед кызы Амирасланова (азерб. Güləndam Əhməd qızı Əmiraslanova; род. 8 марта 1923, Шамкирский район) — советский азербайджанский виноградарь, Герой Социалистического Труда (1950).

## Биография
Родилась 8 марта 1923 года в селе Морул Ганджинского уезда Азербайджанской ССР (ныне Шамкирский район).
В 1937—1969 годах рабочая, звеньевая и бригадир совхоза имени Клары Цеткин Шамхорского района Азербайджанской ССР. В 1949 году получила урожай винограда 166,7 центнеров с гектара на площади 3 гектара поливных виноградников.
С 1970 года пенсионер союзного значения.
Указом Президиума Верховного Совета СССР от 8 августа 1950 года за получение высоких урожаев винограда в 1949 году Амирасланова Гюландам Ахмед кызы присвоено звание Героя Социалистического Труда с вручением ордена Ленина и золотой медали «Серп и Молот».